# 井戸寺
井戸寺（いどじ）は、徳島県徳島市国府町井戸にある真言宗善通寺派の寺院。瑠璃山（るりざん）、真福院（しんぷくいん）と号す。本尊は七仏薬師如来（伝聖徳太子作）。四国八十八箇所第十七番札所、阿波西国三十三観音霊場（東部）第33番札所。
- 本尊真言：おん ころころ せんだりまとうぎ そわか
- ご詠歌：面影をうつしてみれば井戸の水　結べば胸のあかや落ちなん

## 歴史
寺伝によれば、阿波の国司に隣接し天武天皇が勅願道場として673年に創建し、七堂伽藍、末寺12坊を誇る壮大な寺院となり「妙照寺」と称していた。本尊は薬師瑠璃光如来を主尊とする七仏薬師如来で聖徳太子作、また、日光菩薩、月光菩薩は行基作と伝えられる。伝承ではその後、弘仁6年（815年）に空海（弘法大師）が来錫、十一面観世音菩薩を刻んで安置したという。また、その際に土地の人々が水不足で困っていることを知り、錫杖で一夜にして井戸を掘った。そこでこの地を井戸村と呼ぶようにし、寺号も「井戸寺」と改めたという。
貞治元年（1362年）、細川頼之の兵火（細川清氏の反乱）で堂宇を焼失し、後に頼之の弟・細川詮春によって再建されたが、天正10年（1582年）に十河存保と長宗我部元親の戦い（第一次十河城の戦い）により再び堂宇を焼失。慶長年間（1596年 - 1615年）に徳島藩主蜂須賀氏によって再興に着手され、万治4年（1661年、藩主は蜂須賀光隆）にようやく本堂が再建となる。
大正5年（1916）正式名称を井戸寺にする。それまでは、納経には妙照寺が使われていたという。
その後、昭和43年（1968年）失火によりまたも本堂が主尊の中央本尊を残して焼失し、3年後に再建された。

## 境内
- 大門（仁王門） - 朱塗りで大型の武家造り。徳島藩主蜂須賀氏の大谷別邸より移築された。2021年春には化粧直しがされた。
- 本堂 - 鉄筋コンクリート造り。ほとんどの時、中央本尊と両脇に三体ずつの七体の薬師如来を拝顔して参拝できる。日差しが反射して中央本尊の顔を照らす時がある。
- 大師堂 - 大師像を拝顔できる。
- 日限大師堂 - 空海が井戸に映った自分の姿を彫ったとされる像を祀る。日数を限定して日参すると願が叶うとされる。
- 面影の井戸 - 日限大師堂の中にある。水をのぞいて姿が映れば無病息災であるが、映らない場合は3年以内に不幸があるという。
- 護摩堂（六角堂） - 中央に不動明王立像、両脇に大威徳夜叉明王、金剛夜叉明王と降三世夜叉明王、軍荼利夜叉明王の5躯。毎月28日に護摩が焚かれる。
- 大悲殿 - 重要文化財の十一面観菩薩立像および日光・月光菩薩の収蔵庫。阿波西国三十三観音霊場札所。
- 大日堂 - 2017年新築。以前、光明殿の中央に鎮座していた大きな金剛界大日如来坐像を祀るために建てられた。
- 弁財天祠
- 光明殿（位牌堂） - 本堂と大師堂の間にある。胎蔵大日如来坐像、階下に阿弥陀如来坐像。
- 鐘楼
- 納骨堂 - "雀の郷"の名がある。瀬戸内寂聴の遺骨が100歳の誕生日にあたる2022年5月15日に、このデザインを気に入っていた本人の希望によりおさめられた[1]。
- 句碑歌碑：まもる[注 1]「天明は遍路のわらぢ結ふに足る」が大門を入って左にあり、海砂「歩き遍路赤きリュックを背負ひをり すれ違ひざま蝶の飛び立つ」がさらに左にある。

仁王門を入ると左に手水場があり正面奥に本堂が建つ。手前右側に大師堂があり、左には日限大師堂とその中に面影の井戸がある。横に鐘楼があって、納経所は日限大師堂の左奥の庫裡にあり、大日堂はその左側に建てられた。
- 宿坊：なし
- 駐車場：30台、バス5台。無料。

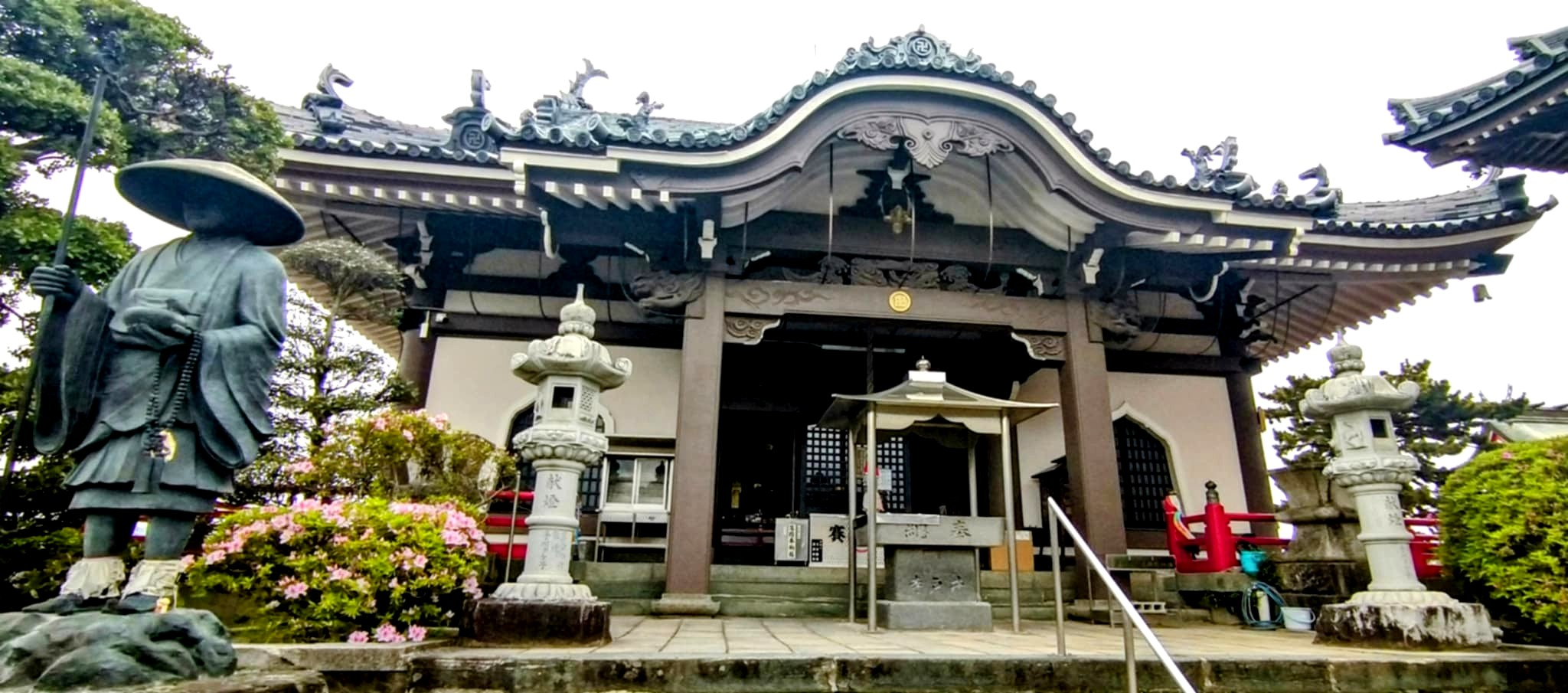
本堂
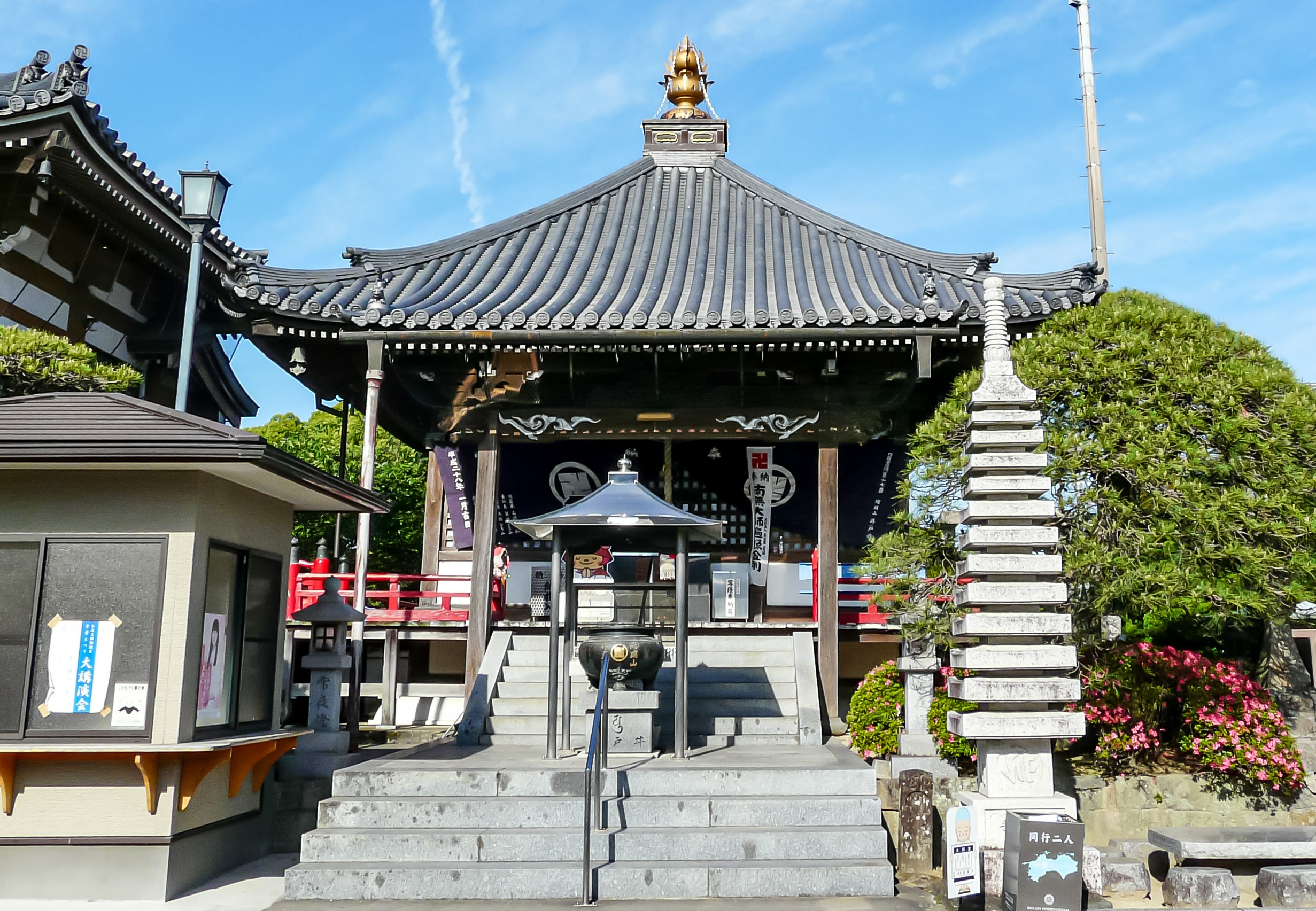
大師堂
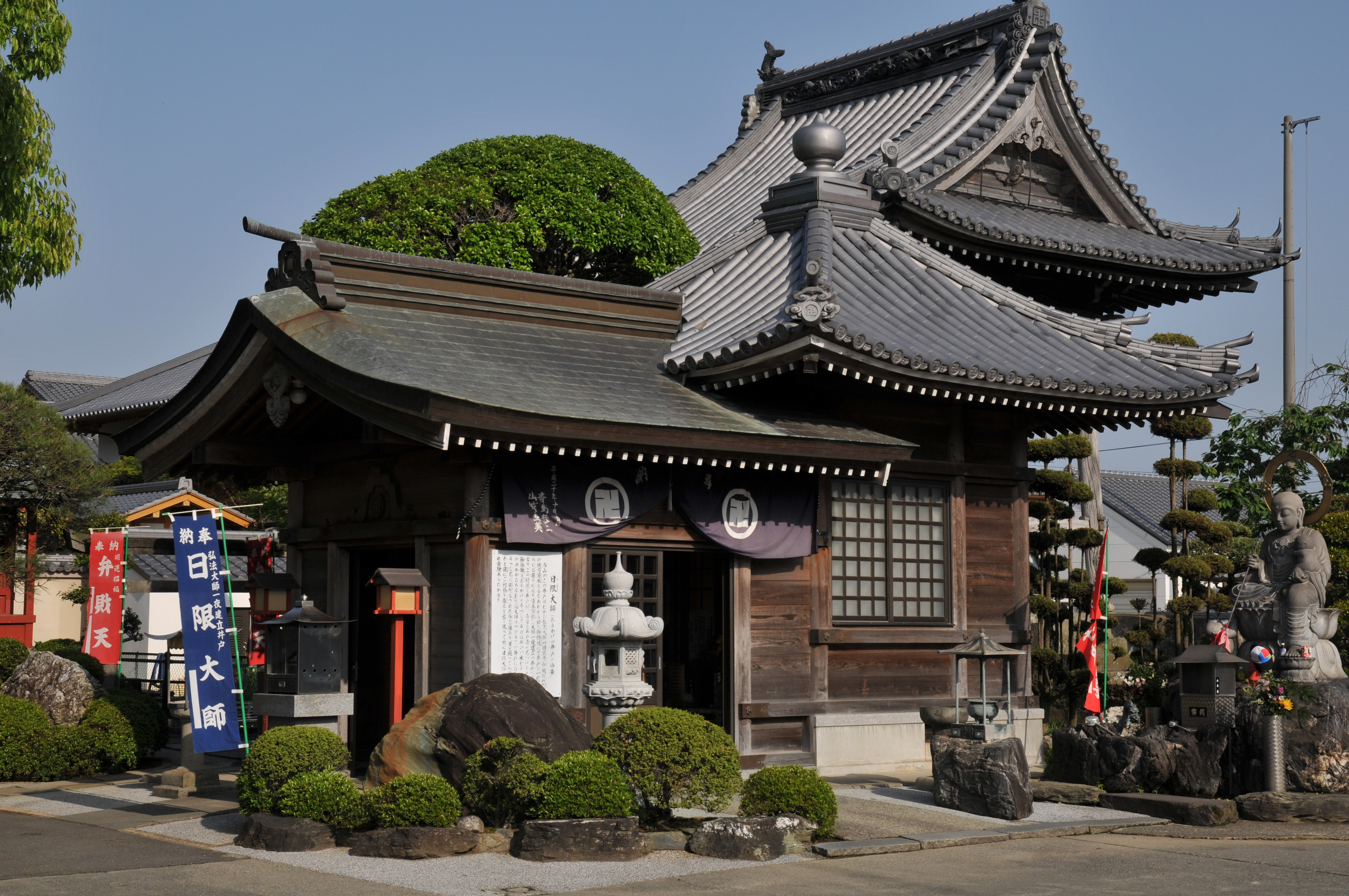
日限大師
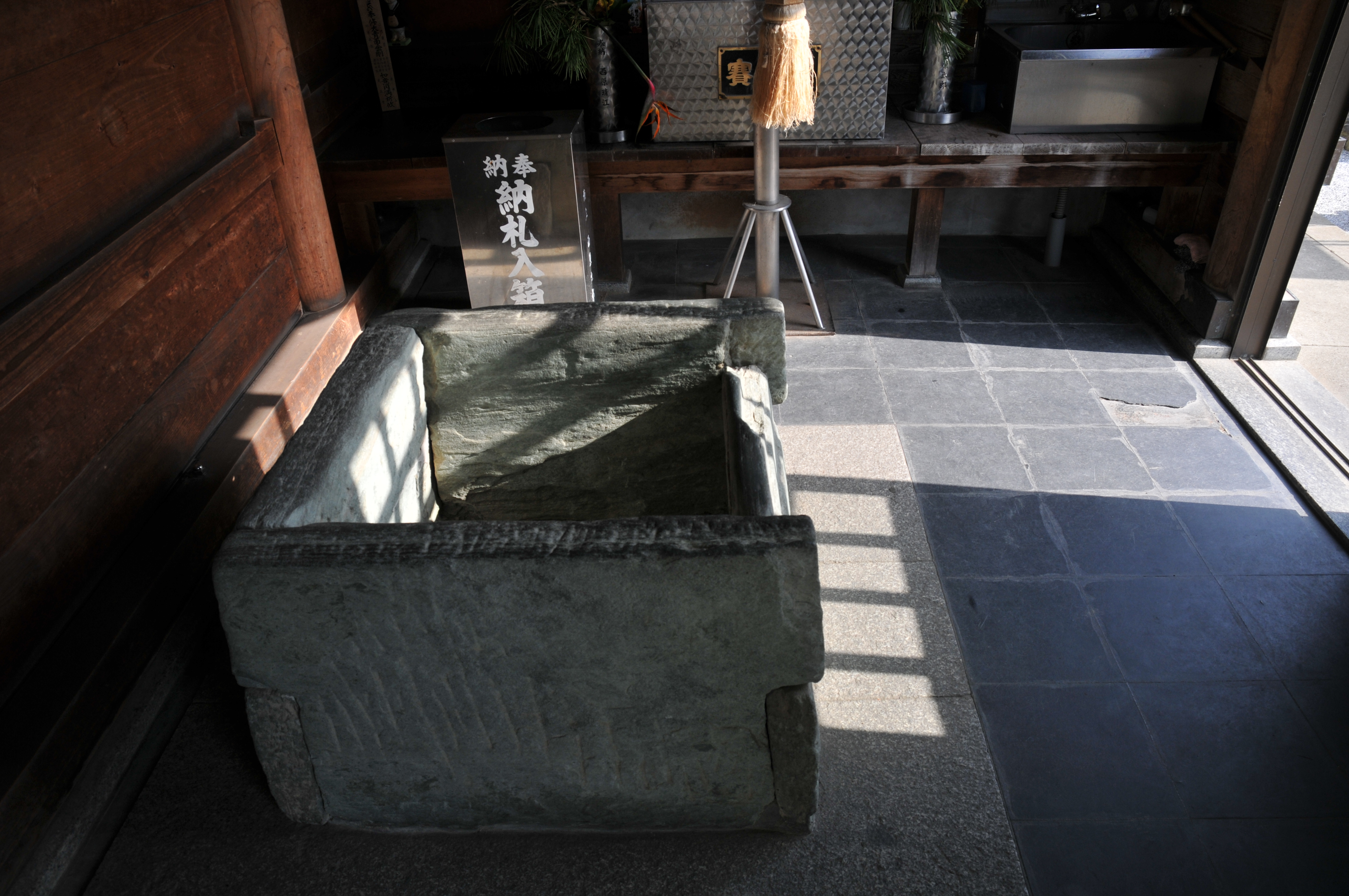
面影の井戸
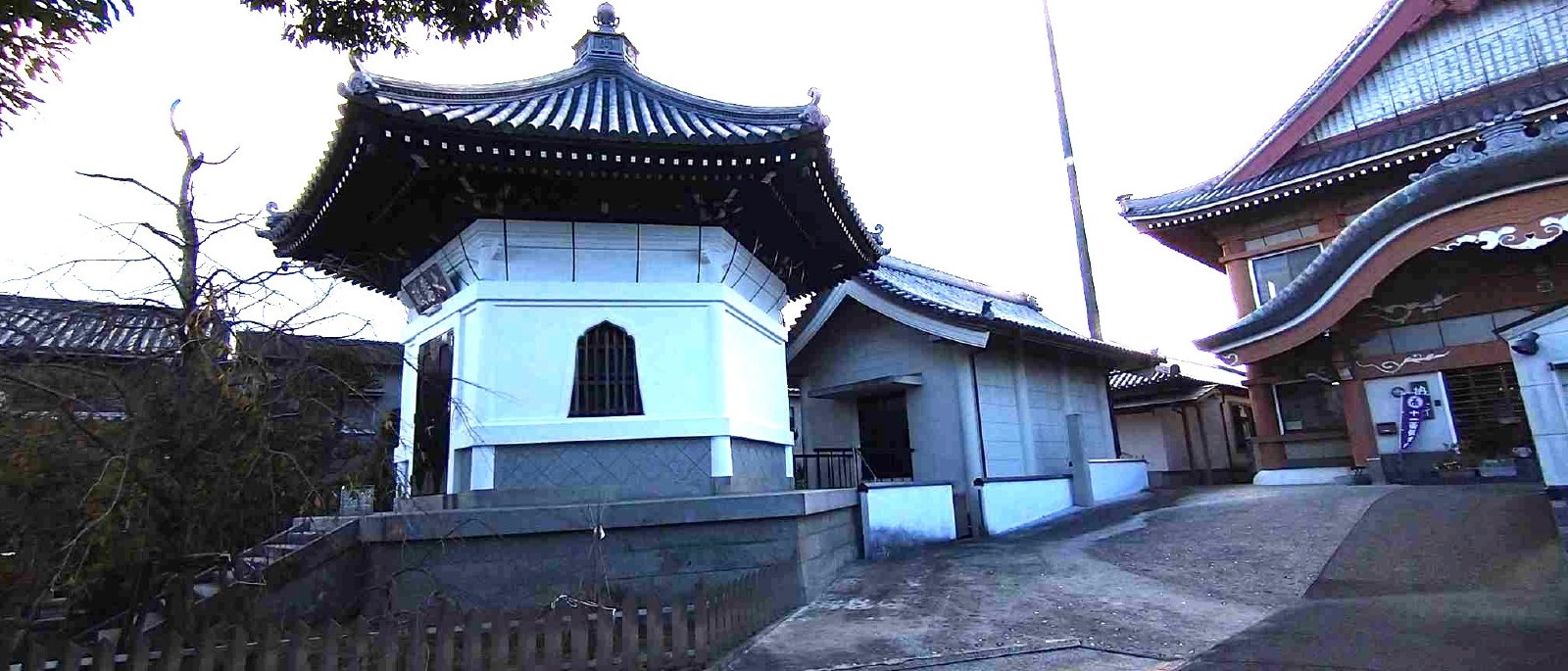
左より護摩堂　大悲殿　大日堂　本坊
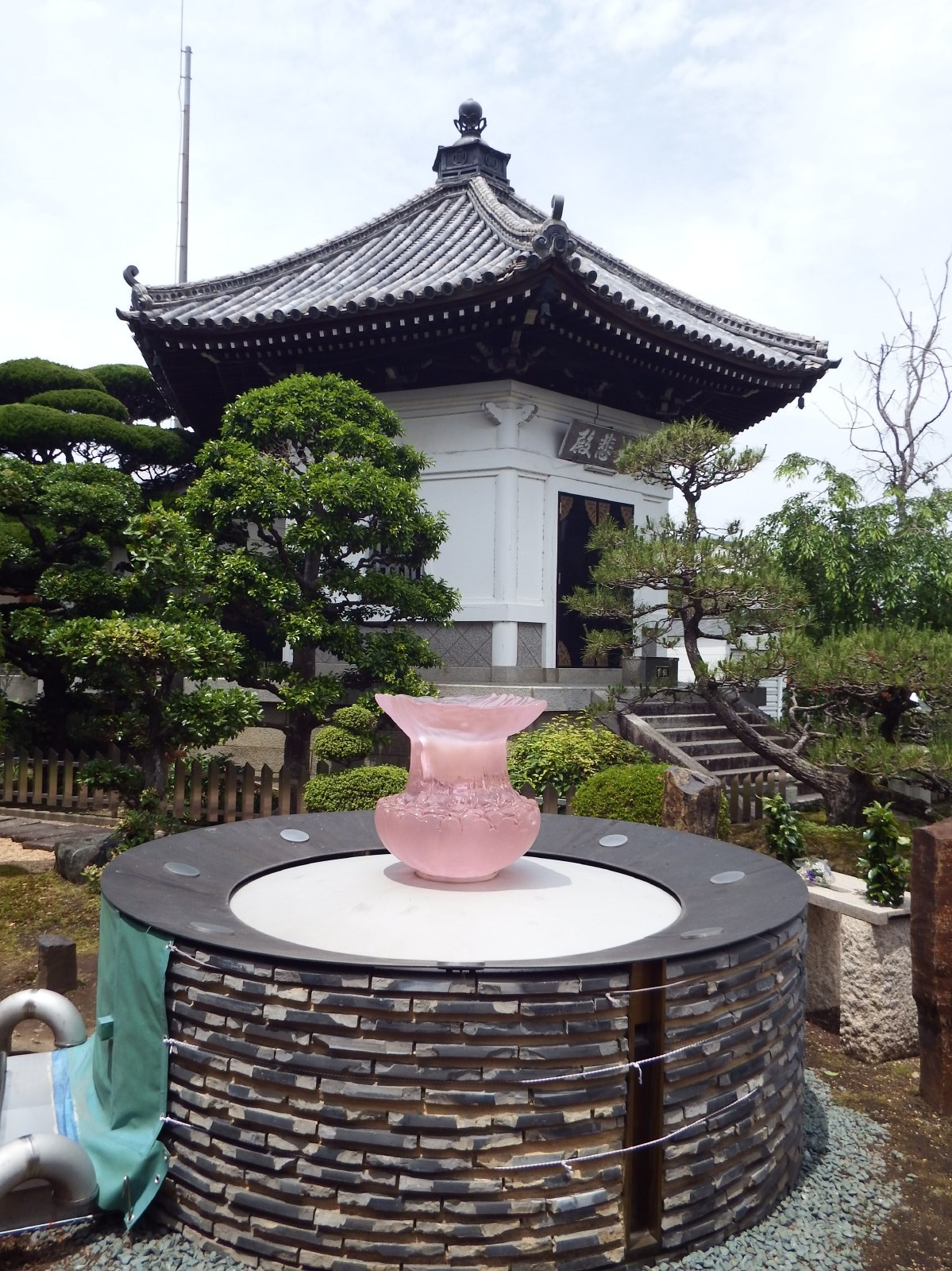
納骨堂と後ろに護摩堂
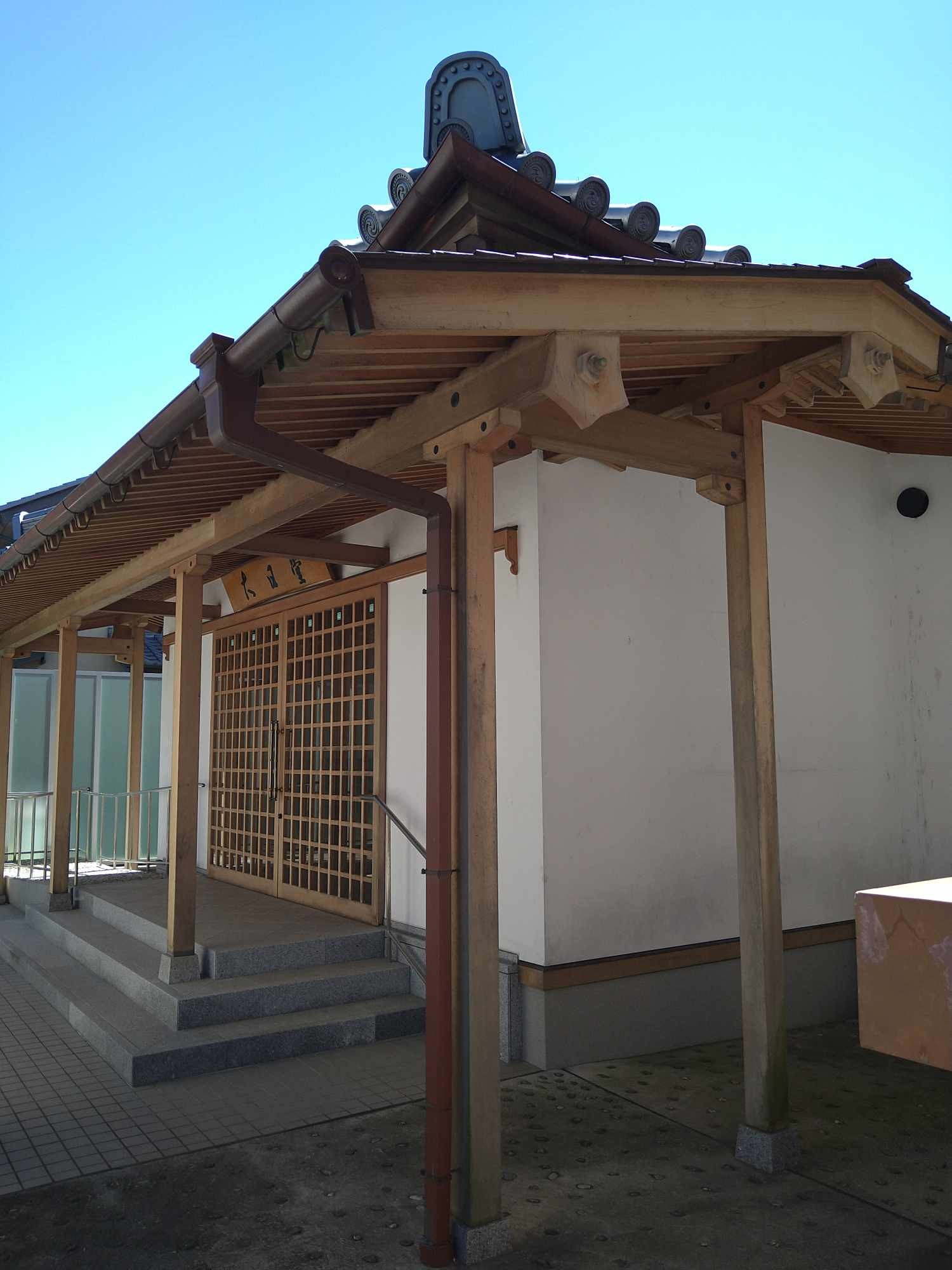
大日堂
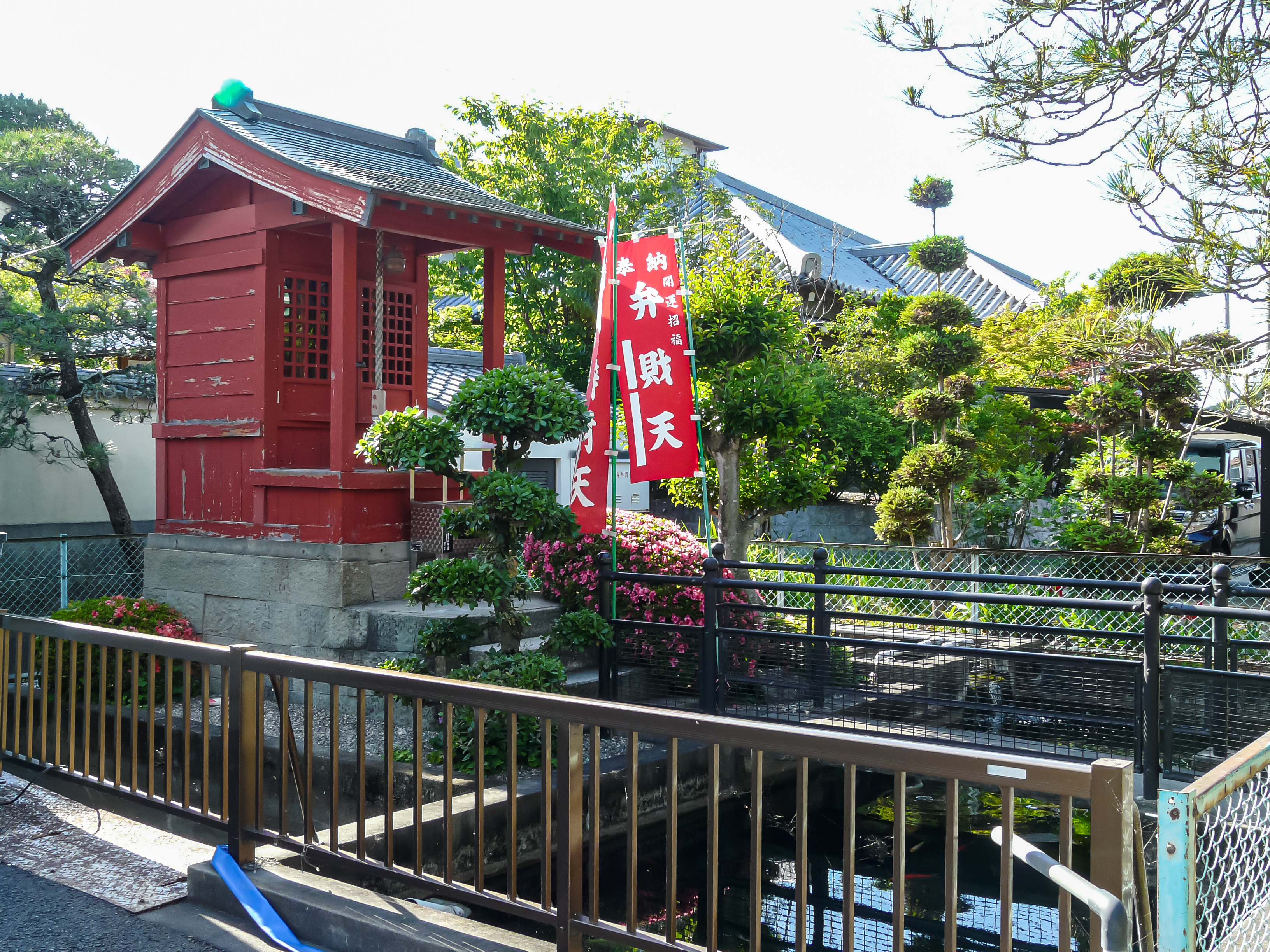
弁財天
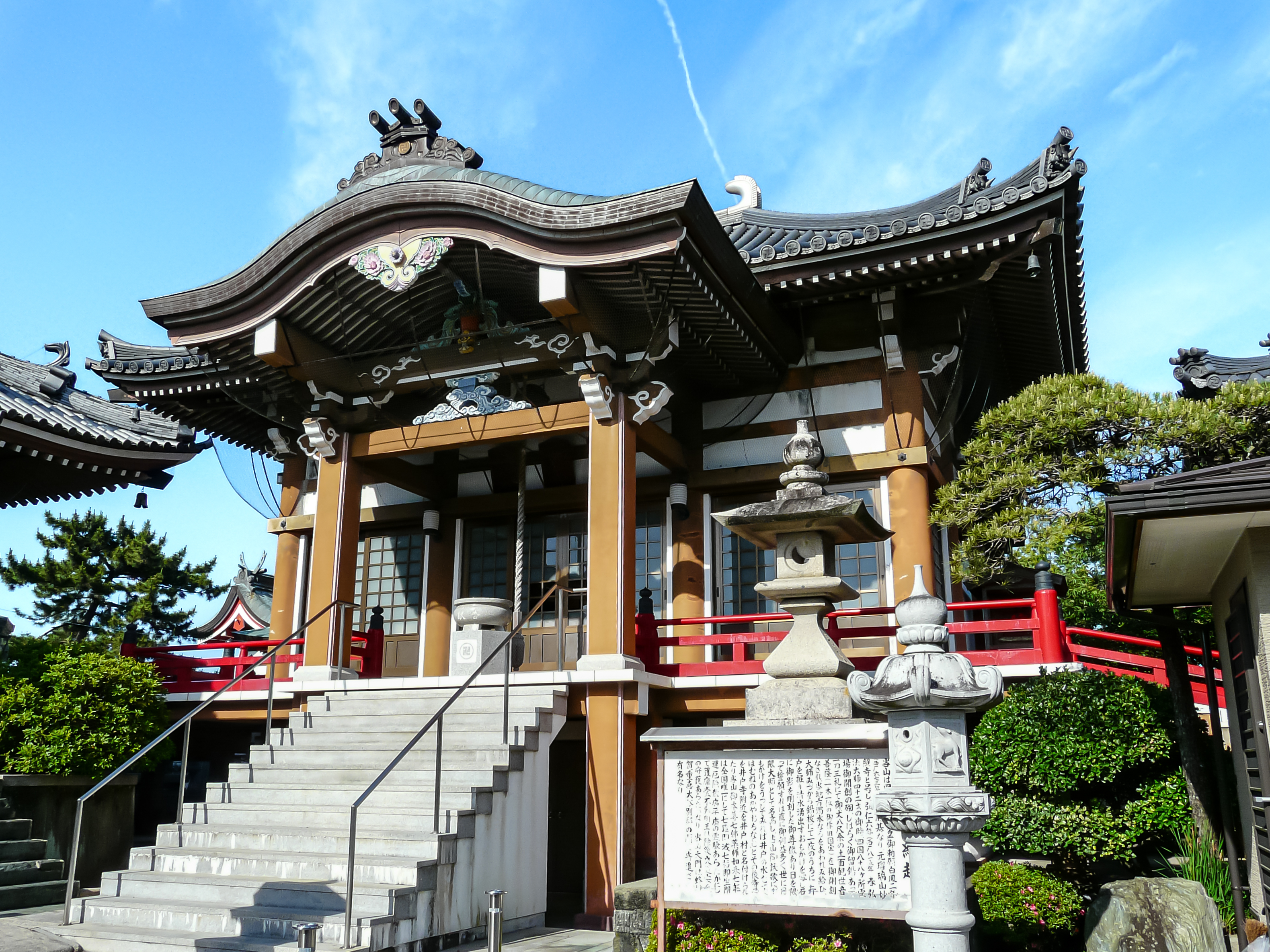
光明殿
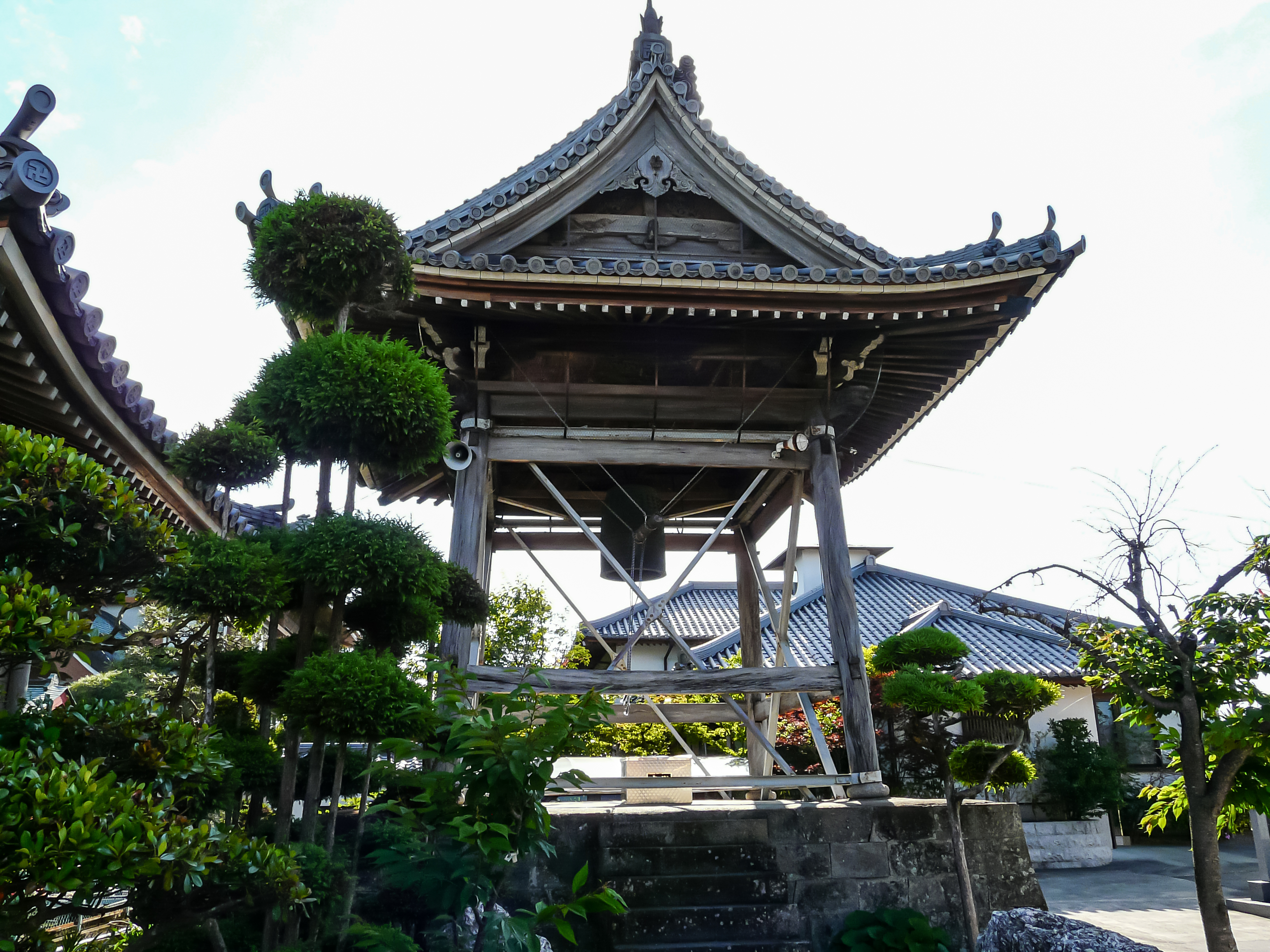
鐘楼

## 文化財
重要文化財
- 木造十一面観音立像 榧の一木造り彩色197.0 cm、平安時代初期、明治44年8月9日指定[2]

徳島県指定有形文化財
- 日光・月光菩薩立像：上記の十一面観音の脇仏、昭和33年7月18日指定[3]
- 真言宗小野流相承祖師像一幅：25人の祖師を相承順に配置した彩色画。平成29年2月10日指定[3]

## 交通案内
鉄道
- 四国旅客鉄道（JR四国）徳島線 – 府中駅下車 (1.5 km)

バス
- 徳島バス 竜王団地線 （日開経由）「井戸寺口」下車 (0.3 km)

道路
- 一般道：県道30号線 井戸 (0.4 km)
- 自動車道：徳島自動車道 藍住IC (6.3 km)、高松自動車道 板野IC (9.5 km)

## 周辺の番外霊場
法谷寺
峯の薬師と呼ばれ、空海も入山して三密伽相応の霊地として真言密教をひらいたと云われる。その奥の院タタリ谷常厳寺には聖徳太子の墓所という伝承がある。
- 所在地：徳島県徳島市南庄町2丁目3-2 （法谷寺）

蔵珠院
平安時代に聖宝理源大師の開基。螺旋状のスロープで井戸の底まで降りられる珍しい「まいまい井戸」がある。とくしま市民遺産に選定された。
- 所在地：徳島県徳島市国府町芝原字宮ノ本3 （蔵珠院）

## 前後の札所
四国八十八箇所
16 観音寺 --(2.8 km)-- 17 井戸寺 --(16.8 km)-- 18 恩山寺
阿波西国三十三観音霊場（東部）
32 観音寺 (徳島市国府町観音寺) -- 33 井戸寺 -- 1 観音寺 (徳島市勢見町)